# Château de Hindelbank
Le château de Hindelbank (allemand : Schloss Hindelbank) est un château situé à Hindelbank dans le canton de Berne en Suisse. Il est listé comme bien culturel d'importance nationale.

## Histoire
Le château de Hindelbank est construit entre 1721 et 1725 pour l'avoyer de Berne Jérôme d'Erlach (de) par Daniel Sturler (de) (1674-1746) qui se base sur des plans de l'architecte français Joseph Abeille. Le plan est basé sur celui du château de Thunstetten qu'Abeille a dessiné pour von Erlach en 1711. Le château reste dans la famille d'Erlach jusqu'en 1866 quand Robert von Erlach vend le bâtiment au canton de Berne et le domaine à un acheteur privé. Le château devient un asile pour les pauvres puis une prison pour femmes en 1896. Restauré entre 1962 et 1966, il sert actuellement de bâtiment administratif,.
Le château est listé comme bien culturel d'importance nationale.

## Architecture
Le château est construit avec une cour d'honneur et un corps de logis de deux étages surmonté d'un toit en croupe. La façade du bâtiment central possède deux rangées de sept fenêtres et portes symétriques.